# Крістофер Кас
Крістофер Кас (нім. Christopher Kas; нар. 13 червня 1980) — колишній німецький тенісист.
Найвищу одиночну позицію світового рейтингу — 224 місце досяг 4 листопада 2002, парну — 17 місце — 6 лютого 2012 року.
Здобув 5 парних титулів.
Найвищим досягненням на турнірах Великого шолома були півфінали в парному та змішаному парному розрядах.
Завершив кар'єру 2014 року.

## Матчі за олімпійські нагороди

### Мікст: 1 матч за бронзову медаль (0–1)
| Результат  | Рік  | Місце                                   | Покриття | Партнер        | Суперники               | Рахунок          |
| ---------- | ---- | --------------------------------------- | -------- | -------------- | ----------------------- | ---------------- |
| 4-те місце | 2012 | Теніс на літніх Олімпійських іграх 2012 | Трава    | Сабіне Лісіцкі | Ліза Реймонд Майк Браян | 3–6, 6–4, [4–10] |

## Фінали турнірів ATP за кар'єру

### Парний розряд: 20 (5–15)
| Легенда                             |
| ----------------------------------- |
| Турніри Великого шолома (0–0)       |
| Фінали Світового туру ATP (0–0)     |
| Світовий Тур ATP Мастерс 1000 (0–0) |
| Серія 500 Світового туру ATP (1–2)  |
| Серія 250 Світового туру ATP (4–13) |

| Титули за покриттям |
| ------------------- |
| Тверде (2–7)        |
| Ґрунт (2–8)         |
| Трава (1–0)         |
| Килим (0–0)         |

| Титули за типом корту |
| --------------------- |
| Відкритий (5–11)      |
| Закритий (0–4)        |

| Результат | В-П  | Дата     | Турнір                       | Рівень    | Покриття | Партнер            | Суперники                             | Рахунок            |
| --------- | ---- | -------- | ---------------------------- | --------- | -------- | ------------------ | ------------------------------------- | ------------------ |
| Поразка   | 0–1  | Лип 2006 | Swedish Open, Швеція         | Серія 250 | Ґрунт    | Олівер Марах       | Йонас Бйоркман Томас Юганссон         | 3–6, 6–4, [4–10]   |
| Поразка   | 0–2  | Лип 2006 | Амерсфорт, Нідерланди        | Серія 250 | Ґрунт    | Лукас Арнольд Кер  | Альберто Мартін Фернандо Вісенте      | 4–6, 3–6           |
| Поразка   | 0–3  | Лип 2007 | Кіцбюель, Австрія            | Серія 500 | Ґрунт    | Томас Беренд       | Потіто Стараче Луїс Орна              | 6–7(4–7), 6–7(5–7) |
| Поразка   | 0–4  | Жов 2007 | Відень, Австрія              | Серія 500 | Тверде   | Томас Беренд       | Маріуш Фирстенберг Марцін Матковський | 4–6, 2–6           |
| Поразка   | 0–5  | Бер 2008 | Загреб, Хорватія             | Серія 250 | Тверде   | Рогір Вассен       | Пол Генлі Джордан Керр                | 3–6, 6–3, [8–10]   |
| Перемога  | 1–5  | Лип 2008 | Штутгарт, Німеччина          | Серія 500 | Ґрунт    | Філіпп Кольшрайбер | Міхаель Беррер Міша Зверєв            | 6–3, 6–4           |
| Поразка   | 1–6  | Жов 2008 | Базель, Швейцарія            | Серія 250 | Тверде   | Філіпп Кольшрайбер | Магеш Бгупаті Марк Ноулз (тенісист)   | 3–6, 3–6           |
| Поразка   | 1–7  | Лют 2009 | Загреб, Хорватія             | Серія 250 | Тверде   | Рогір Вассен       | Мартін Дамм Роберт Ліндстедт          | 4–6, 3–6           |
| Перемога  | 2–7  | Чер 2009 | Галле, Німеччина             | Серія 250 | Трава    | Філіпп Кольшрайбер | Андреас Бек Марко К'юдінеллі          | 6–3, 6–4           |
| Поразка   | 2–8  | Лип 2010 | Штутгарт, Німеччина          | Серія 250 | Ґрунт    | Філіпп Кольшрайбер | Карлос Берлок Едуардо Шванк           | 6–7(5–7), 6–7(6–8) |
| Перемога  | 3–8  | Жов 2010 | Бангкок, Таїланд             | Серія 250 | Тверде   | Віктор Троїцький   | Джонатан Ерліх Юрген Мельцер          | 6–4, 6–4           |
| Поразка   | 3–9  | Лют 2011 | Делрей-Біч, США              | Серія 250 | Тверде   | Александер Пея     | Скотт Ліпскі Ражів Рам                | 6–4, 4–6, [3–10]   |
| Поразка   | 3–10 | Тра 2011 | Мюнхен, Німеччина            | Серія 250 | Ґрунт    | Андреас Бек        | Сімоне Болеллі Орасіо Себальйос       | 6–7(3–7), 4–6      |
| Поразка   | 3–11 | Лип 2011 | Гштад, Швейцарія             | Серія 250 | Ґрунт    | Александер Пея     | Франтішек Чермак Філіп Полашек        | 3–6, 6–7(7–9)      |
| Поразка   | 3–12 | Сер 2011 | Вінстон-Сейлем, США          | Серія 250 | Тверде   | Александер Пея     | Джонатан Ерліх Енді Рам               | 6–7(2–7), 4–6      |
| Поразка   | 3–13 | Січ 2012 | Qatar ExxonMobil Open, Катар | Серія 250 | Тверде   | Філіпп Кольшрайбер | Філіп Полашек Лукаш Росол             | 3–6, 4–6           |
| Перемога  | 4–13 | Січ 2013 | Qatar ExxonMobil Open, Катар | Серія 250 | Тверде   | Філіпп Кольшрайбер | Юліан Ноул Філіп Полашек              | 7–5, 6–4           |
| Поразка   | 4–14 | Кві 2013 | Касабланка, Марокко          | Серія 250 | Ґрунт    | Дастін Браун       | Юліан Ноул Філіп Полашек              | 3–6, 2–6           |
| Перемога  | 5–14 | Сер 2013 | Кіцбюель, Австрія            | Серія 250 | Ґрунт    | Мартін Еммріх      | Франтішек Чермак Лукаш Длоуги         | 6–4, 6–3           |
| Поразка   | 5–15 | 2014     | Дюссельдорф, Німеччина       | Серія 250 | Ґрунт    | Мартін Еммріх      | Сантьяго Гонсалес Скотт Ліпскі        | 5–7, 6–4, [3–10]   |

## Фінали ATP Челленджер і ITF Ф'ючерс

### Одиночний розряд: 2 (1–1)
| Легенда              |
| -------------------- |
| ATP Челленджер (0–0) |
| ITF Ф'ючерс (1–1)    |

| Фінали за покриттям |
| ------------------- |
| Тверде (0–0)        |
| Ґрунт (1–1)         |
| Трава (0–0)         |
| Килим (0–0)         |

| Результат | В-П | Дата     | Турнір            | Рівень  | Покриття | Суперник        | Рахунок             |
| --------- | --- | -------- | ----------------- | ------- | -------- | --------------- | ------------------- |
| Перемога  | 1–0 | Вер 2000 | Чехія F1, Зноймо  | Ф'ючерс | Ґрунт    | Мартін Громець  | 6–1, 3–6, 6–2       |
| Поразка   | 1–1 | Лис 2001 | Ямайка F2, Negril | Ф'ючерс | Ґрунт    | Збинек Млинарік | 7–5, 6–7(4–7), ret. |

### Парний розряд: 38 (28–10)
| Легенда               |
| --------------------- |
| ATP Челленджер (22–8) |
| ITF Ф'ючерс (6–2)     |

| Фінали за покриттям |
| ------------------- |
| Тверде (7–3)        |
| Ґрунт (17–6)        |
| Трава (0–0)         |
| Килим (4–1)         |

| Результат | В-П   | Дата     | Турнір                         | Рівень     | Покриття | Партнер          | Суперники                                       | Рахунок                 |
| --------- | ----- | -------- | ------------------------------ | ---------- | -------- | ---------------- | ----------------------------------------------- | ----------------------- |
| Перемога  | 1–0   | Сер 2000 | Люксембург F1, Люксембург      | Ф'ючерс    | Ґрунт    | Дік Норман       | Віллем-Петрус Меєр Рік де Вуст                  | 6–1, 7–6(7–2)           |
| Поразка   | 1–1   | Вер 2000 | Чехія F1, Зноймо               | Ф'ючерс    | Ґрунт    | Рональд Дуеллер  | Іґор Брукнер Мартін Громець                     | 6–3, 1–6, 4–6           |
| Перемога  | 2–1   | Тра 2002 | Італія F1, Вальденго           | Ф'ючерс    | Ґрунт    | Като Дзюн        | Ріккардо Капаннеллі Джанлука Лудді              | 6–3, 6–4                |
| Перемога  | 3–1   | Вер 2002 | Брашов, Румунія                | Челленджер | Ґрунт    | Герберт Вільчніґ | Рубен Рамірес Ідальго Сантьяго Вентура Бертомеу | 5–7, 6–4, 7–5           |
| Перемога  | 4–1   | Вер 2002 | Софія, Болгарія                | Челленджер | Ґрунт    | Олівер Марах     | Ілія Кушев Лубен Пампулов                       | 7–6(7–4), 6–7(7–9), 6–2 |
| Перемога  | 5–1   | Лют 2003 | Португалія F1, Ешпіню          | Ф'ючерс    | Ґрунт    | Майк Шайдвайлер  | Міхал Мертиняк Марко Мірнеґґ                    | 6–3, 6–2                |
| Перемога  | 6–1   | Бер 2004 | Португалія F1, Фару            | Ф'ючерс    | Тверде   | Філіпп Пецшнер   | Борис Боргула Роман Кукал                       | 3–6, 6–1, 6–4           |
| Перемога  | 7–1   | Тра 2004 | Італія F6, Вальденго           | Ф'ючерс    | Ґрунт    | Філіпп Пецшнер   | Джузеппе Менга Массімо Очера                    | 6–3, 6–1                |
| Перемога  | 8–1   | Чер 2004 | Італія F13, Чезена             | Ф'ючерс    | Ґрунт    | Федеріко Торрезі | Дієго Хункейра Феліпе Парада                    | 3–6, 6–1, 6–2           |
| Перемога  | 9–1   | Сер 2004 | Менхенгладбах, Німеччина       | Челленджер | Ґрунт    | Філіпп Пецшнер   | Карстен Браш Франц Штаудер                      | 3–6, 6–2, 7–6(7–4)      |
| Перемога  | 10–1  | Лис 2004 | Еккенталь, Німеччина           | Челленджер | Килим    | Філіпп Пецшнер   | Даніеле Браччалі Петр Лукса                     | 6–4, 7–6(7–4)           |
| Перемога  | 11–1  | Гру 2004 | Ішгль, Австрія                 | Челленджер | Килим    | Леонардо Аццаро  | Джанлука Бацціка Массімо Делл'Аква              | 7–5, 6–3                |
| Перемога  | 12–1  | Тра 2005 | Дрезден, Німеччина             | Челленджер | Ґрунт    | Філіпп Пецшнер   | Барт Бекс Мартейн ван Гастерен                  | 6–7(2–7), 6–2, 6–4      |
| Поразка   | 12–2  | Лип 2005 | Оберштауфен, Німеччина         | Челленджер | Ґрунт    | Вернер Ешауер    | Олівер Марах Жан-Клод Шеррер                    | 5–7, 3–6                |
| Поразка   | 12–3  | Лип 2005 | Ріміні, Італія                 | Челленджер | Ґрунт    | Філіпп Пецшнер   | Давід Шкох Мартін Штепанек                      | 3–6, 7–6(7–1), 1–6      |
| Перемога  | 13–3  | Жов 2005 | Монс, Бельгія                  | Челленджер | Тверде   | Філіпп Пецшнер   | Томаш Цибулець Том Ванхудт                      | 7–6(7–4), 6–2           |
| Перемога  | 14–3  | Лис 2005 | Еккенталь, Німеччина           | Челленджер | Килим    | Філіпп Пецшнер   | Торстен Попп Яспер Сміт                         | 6–3, 7–5                |
| Поразка   | 14–4  | Лис 2005 | Гельсінкі, Фінляндія           | Челленджер | Тверде   | Філіпп Пецшнер   | Їв Аллегро Міхаель Кольманн                     | 6–4, 1–6, 4–6           |
| Поразка   | 14–5  | Лис 2005 | Сандерленд, Велика Британія    | Челленджер | Тверде   | Філіпп Пецшнер   | Себастьян Рішик Франк Мозер                     | 4–6, 7–6(7–3), 4–6      |
| Поразка   | 14–6  | Січ 2006 | Австрія F1, Берггайм (Австрія) | Ф'ючерс    | Килим    | Філіпп Пецшнер   | Юган Брунстрем Філіп Столт                      | 3–6, 4–6                |
| Перемога  | 15–6  | Січ 2006 | Гайльбронн, Німеччина          | Челленджер | Килим    | Філіпп Пецшнер   | Давід Шкох Лукаш Длоуги                         | 6–7(2–7), 6–3, [10–4]   |
| Поразка   | 15–7  | Лют 2006 | Бергамо, Італія                | Челленджер | Тверде   | Філіпп Пецшнер   | Даніеле Браччалі Джорджо Галімберті             | 5–7, 6–0, [11–13]       |
| Перемога  | 16–7  | Лют 2006 | Безансон, Франція              | Челленджер | Тверде   | Філіпп Пецшнер   | Жан-Клод Шеррер Ловро Зовко                     | 6–2, 6–2                |
| Поразка   | 16–8  | Кві 2006 | Монца, Італія                  | Челленджер | Ґрунт    | Леонардо Аццаро  | Рубен Рамірес Ідальго Томас Тенконі             | 6–4, 4–6, [11–13]       |
| Поразка   | 16–9  | Тра 2006 | Дрезден, Німеччина             | Челленджер | Ґрунт    | Філіпп Пецшнер   | Міхал Мертиняк Їв Аллегро                       | 3–6, 0–6                |
| Перемога  | 17–9  | Чер 2006 | Брауншвейг, Німеччина          | Челленджер | Ґрунт    | Томас Беренд     | Максімо Гонсалес Серхіо Ройтман                 | 7–6(7–5), 6–4           |
| Перемога  | 18–9  | Вер 2006 | Щецин, Польща                  | Челленджер | Ґрунт    | Томас Беренд     | Томаш Беднарек Марцін Матковський               | 6–1, 3–6, [10–4]        |
| Перемога  | 19–9  | Лют 2007 | Безансон, Франція              | Челленджер | Тверде   | Александер Пея   | Грегорі Карраз Жіль Мюллер                      | 6–4, 6–4                |
| Перемога  | 20–9  | Тра 2007 | Дрезден, Німеччина             | Челленджер | Ґрунт    | Томас Беренд     | Жан-Батіст Перлан Ксав'є Пюжо                   | 6–3, 6–4                |
| Перемога  | 21–9  | Чер 2007 | Брауншвейг, Німеччина          | Челленджер | Ґрунт    | Томас Беренд     | Оскар Ернандес Карлес Поч Градін                | 6–0, 6–2                |
| Перемога  | 22–9  | Вер 2007 | Щецин, Польща                  | Челленджер | Ґрунт    | Томас Беренд     | Хуан Пабло Бжезіцькі Хуан Пабло Гусман          | 6–0, 5–7, [10–8]        |
| Перемога  | 23–9  | Вер 2007 | Неаполь, Італія                | Челленджер | Ґрунт    | Томас Беренд     | Леонардо Аццаро Алессандро Мотті                | 7–6(7–5), 6–2           |
| Перемога  | 24–9  | Лис 2007 | PEOPLEnet CUP, Україна         | Челленджер | Тверде   | Ловро Зовко      | Роган Бопанна Кріс Гаггард                      | 7–6(7–5), 6–2           |
| Перемога  | 25–9  | Кві 2009 | Рим, Італія                    | Челленджер | Ґрунт    | Зімон Гройль     | Юган Брунстрем Жан-Жульєн Роєр                  | 4–6, 7–6(7–2), [10–2]   |
| Поразка   | 25–10 | Тра 2011 | Прага, Чехія                   | Челленджер | Ґрунт    | Александер Пея   | Франтішек Чермак Лукаш Росол                    | 3–6, 4–6                |
| Перемога  | 26–10 | Вер 2012 | Петанж, Люксембург             | Челленджер | Тверде   | Дік Норман       | Джеймі Маррей Андре Са                          | 2–6, 6–2, [10–8]        |
| Перемога  | 27–10 | Тра 2013 | Бордо, Франція                 | Челленджер | Ґрунт    | Олівер Марах     | Ніколас Монро Зімон Штадлер                     | 2–6, 6–4, [10–1]        |
| Перемога  | 28–10 | Лис 2013 | Ортізеї, Італія                | Челленджер | Тверде   | Тім Пюц          | Даніеле Браччалі Бенжамін Бекер                 | 6–2, 7–5                |

## Досягнення
| W | Ф | ПФ | ЧФ | #Р | КТ | К# | DNQ | A | NH |

### Парний розряд
| Турніри Великого шлему                 |     |     |     |                  |                  |                  |                  |                  |                  |        |       |     |
| Відкритий чемпіонат Австралії з тенісу |     | 1р  | 3р  | 2р               | 1р               | 1р               | ЧФ               | 1р               | 2р               | 0 / 8  | 7–8   | 47% |
| Відкритий чемпіонат Франції з тенісу   | 1р  | 1р  | 2р  | 3р               | 1р               | 3р               | 2р               | 3р               | 1р               | 0 / 9  | 8–9   | 47% |
| Вімблдонський турнір                   | 1р  | 3р  | 3р  | 3р               | 1р               | ПФ               | 2р               |                  | 1р               | 0 / 8  | 11–8  | 58% |
| Відкритий чемпіонат США з тенісу       | 2р  | 1р  | ЧФ  | 1р               | 3р               | 1р               | 1р               | 2р               |                  | 0 / 8  | 7–8   | 47% |
| В-П                                    | 1–3 | 2–4 | 8–4 | 5–4              | 2–4              | 6–4              | 5–4              | 3–3              | 1–3              | 0 / 33 | 33–33 | 50% |
| Тур ATP Мастерс 1000                   |     |     |     |                  |                  |                  |                  |                  |                  |        |       |     |
| Індіан-Веллс                           |     |     | 1р  |                  | 1р               |                  | 1р               |                  |                  | 0 / 3  | 0–3   | 0%  |
| Відкритий чемпіонат Маямі з тенісу     |     |     | 2р  | 1р               | 1р               |                  |                  | 1р               |                  | 0 / 4  | 1–4   | 20% |
| Монте-Карло                            |     |     |     |                  | 1р               |                  | 1р               |                  |                  | 0 / 2  | 0–2   | 0%  |
| Гамбург                                |     | 2р  | 1р  | Не серія Мастерс | Не серія Мастерс | Не серія Мастерс | Не серія Мастерс | Не серія Мастерс | Не серія Мастерс | 0 / 2  | 1–2   | 33% |
| Мадрид                                 |     |     | 1р  | 1р               |                  |                  | 2р               |                  |                  | 0 / 3  | 1–3   | 25% |
| Рим                                    |     |     |     |                  |                  |                  | 2р               |                  |                  | 0 / 1  | 1–1   | 50% |
| Шанхай                                 |     |     |     |                  |                  | 2р               |                  |                  |                  | 0 / 1  | 1–1   | 50% |
| Мастерс Париж                          |     |     |     | ЧФ               | 1р               | ПФ               | 2р               |                  |                  | 0 / 4  | 6–4   | 60% |
| В-П                                    | 0–0 | 1–1 | 1–4 | 2–3              | 0–4              | 4–2              | 3–5              | 0–1              | 0–0              | 0 / 20 | 11–20 | 35% |

### Мікст
| Турнір                                 | 2007 | 2008 | 2009 | 2010 | 2011 | 2012 | SR     | В-П  | % виграшів |
| -------------------------------------- | ---- | ---- | ---- | ---- | ---- | ---- | ------ | ---- | ---------- |
| Турніри Великого шлему                 |      |      |      |      |      |      |        |      |            |
| Відкритий чемпіонат Австралії з тенісу |      |      | 2р   | 2р   |      | 1р   | 0 / 3  | 2–3  | 40%        |
| Відкритий чемпіонат Франції з тенісу   |      |      | 1р   | ПФ   |      | 1р   | 0 / 3  | 3–3  | 50%        |
| Вімблдонський турнір                   | 1р   |      | 3р   | 1р   | 1р   |      | 0 / 4  | 1–4  | 20%        |
| Відкритий чемпіонат США з тенісу       |      | 1р   | 1р   |      | 1р   |      | 0 / 3  | 0–3  | 0%         |
| В-П                                    | 0–1  | 0–1  | 2–4  | 4–3  | 0–2  | 0–2  | 0 / 13 | 6–13 | 32%        |